# Monomorium affabile
Monomorium affabile är en myrart som beskrevs av Santschi 1926. Monomorium affabile ingår i släktet Monomorium och familjen myror. Inga underarter finns listade i Catalogue of Life.